# Krezka
Krezka (łac. mesenterium) – narząd zbudowany z łącznotkankowej błony, pokrytej z zewnątrz nabłonkiem, utrzymującej i stabilizującej narządy wewnętrzne jamy brzusznej: przewód pokarmowy, naczynia krwionośne, jajniki, jajowody oraz elementy układu nerwowego i wydalniczego. U większości zwierząt wyróżnia się krezkę grzbietową (nad przewodem pokarmowym) i brzuszną (pod przewodem pokarmowym). U wtórnojamowców dzieli celomę na dwie części (lewą i prawą). U kręgowców jest to podwójna blaszka otrzewnej, łączącą otrzewną ścienną z otrzewną trzewną. Ta pierwsza wyściela jamę brzuszną, zaś druga pokrywa narządy wewnętrzne.